# Осветници (стрип)
Осветници (енгл. Avengers) су тим суперјунака, који се појављују у стриповима у издању Марвела. Тим се први пут на окупу појавио у стрипу Осветници (енгл. The Avengers) број 1 1963. године. Створили су их писац Стен Ли и цртач Џек Кирби. Иако немају сталну поставку јунака, слоган под којим се боре је увијек исти: "Нема тог зликовца којег Осветници заједно не могу да побједе".

## Историја тима
Осветници су свјетски најмоћнији јунаци, окупљени да се боре са непријатељима које нико други не би могао побједити. Група је почела са случајним састанком Ајрон Мена (енгл. Iron Man), успјешног индустријалца који се претворио у модерног витеза, непобједивог двојца Човјека Мрава (енгл. Ant-man) и Осе (енгл. Wasp), Тора (енгл. Thor), асгардијског бога грома и Невјероватног Хулка (енгл. Hulk) који су се ујединили да би побиједили Торовог злог брата Локија (енгл. Loki). Човјек Мрав је предложио да јунаци остану заједно као тим, а Оса је предложила да се називају "као нешто шарено и драматично, као... Осветници". 
Ајрон мен (Тони Старк) је обезбиједио групу финансирањем, опремом високе технологије и донирајући своје пребивалиште на Менхетну да служи као њихов штаб, Осветничка Вила. Тонијев батлер, Едвин Џарвис (енгл. Edwin Jarvis), постао је главни слуга њихове виле и начелник штаба, али и њихов цјењен пријатељ, повјереник и савјетник групи. Већи дио овог раног скептицизма фокусиран је на монструозног Халка, који је напустио тим у наступу бијеса, али се тим знатно побољшао након што су одледили дуго изгубљеног ратног јунака, Капетана Америку (енгл. Captain America), који је постао камен темељац тима. Захваљујући у великој мјери његовом присутству, екипа је освојила А-1 безбједносни статус и брзо је постала најцјењенији суперјунак тим своје генерације. Овај новонастали престиж је крајње тестиран када су се преостали оснивачи повукли из активне дужности због личних разлога, остављајући Капетана Америку на миру да води списак нових неочекиваних регрута, свих бивших криминалаца: стрелца одметника Хокаја (Соколовог Ока) (енгл. Hawkeye) и мутираних терористичких близанаца Квиксилвера (Брзог Сребра) (енгл. Quicksilver) и Гримизне Вјештице (енгл. Scarlet Witch). Јавност је збуњена, али Ајрон Мен се надао да њихова рехабилитација може надокнадити ранији неуспјех са Халком. 
Нови регрути током раних година тима укључују: Мачеваоца (енгл. Swordsman) (изложен као двоструки агент, касније протјеран), Херкулеса (енгл. Hercules), Црног Пантера (енгл. Black Panther), андроида Визију (енгл. Vision) и Црног Витеза (енгл. Black Knight). Ванземаљскијунак Капетан Мар-Вел (енгл. Captain Mar-Vell) је постао један од најватренијих савезника Осветника током Кри-Скрал Рата (енгл. Kree-Skrull War). Црна Удовица (енгл. Black Widow) се придружила тиму након неколико година као незванични савезник. Реформисани Мачевалац је у тим довео своју загонетну љубавницу Мантис (енгл. Mantis), иако је он погинуо штитећи је од Кенга Освајача, а она је убрзо напустила Земљу да би испунила своју судбину како је прорекла Небеска Мадона.
У групи су се налазили људи, мутанти, роботи, ванземаљци, па чак и бивши злочинци. Познати су по свом бојном узвику: "Осветници, окупите се!" (енгл. Avengers Assemble).

## У медијима ван стрипа
Године 2012. је изашао филм Осветници којег је режирао Џос Видон. Филм је постигао многе рекорде у заради. Други део филма Осветници: Ера Алтрона је изашао 2015, трећи део Осветници: Рат бескраја 2018. и четврти део Осветници: Крај игре је изашао 2019. године.